# Peter Mponda
Peter Mponda (Machinga, 4 settembre 1981) è un allenatore di calcio ed ex calciatore malawiano, di ruolo centrocampista, tecnico in seconda dei Big Bullets.

## Caratteristiche tecniche
È un mediano.

## Carriera

### Allenatore
Nel Novembre 2019, gli viene affidato l'incarico di tecnico della Nazionale U-20 del Malawi.